# Linea Verde (metropolitana di Yokohama)
La linea verde (横浜市営地下鉄グリーンライン?, Yokohama Shiei Chikatetsu Gurīn Rain) o linea G è una delle linee attualmente operative della metropolitana di Yokohama, posseduta e gestita dall'operatore Metropolitana comunale di Yokohama. Il nome formale è linea 4, ed è la prima parte di una proposta linea circolare all'interno di Yokohama. La linea collega le stazioni di Nakayama sulla linea JR Yokohama e Hiyoshi sulla linea Tōkyū Tōyoko con 13 km di tracciato e 10 stazioni. La costruzione iniziò nel 2001 e dopo 7 anni di lavori, venne inaugurata il 30 marzo 2008.

## Stazioni
| Num. | Stazione              | Giapponese       | distanza | Collegamenti                              | Distretto (tutte a Yokohama) |
| ---- | --------------------- | ---------------- | -------- | ----------------------------------------- | ---------------------------- |
| G01  | Nakayama              | 中山             | 0.0      | ■ Linea Yokohama                          | Midori-ku                    |
| G02  | Kawawachō             | 川和町           | 1.7      |                                           | Tsuzuki-ku                   |
| G03  | Tsuzuki-Fureai-no-Oka | 都筑ふれあいの丘 | 3.1      |                                           | Tsuzuki-ku                   |
| G04  | Center-Minami         | センター南       | 4.8      | Linea blu (B29)                           | Tsuzuki-ku                   |
| G05  | Center-Kita           | センター北       | 5.7      | Linea blu (B30)                           | Tsuzuki-ku                   |
| G06  | Kita-Yamata           | 北山田           | 7.4      |                                           | Tsuzuki-ku                   |
| G07  | Higashi-Yamata        | 東山田           | 8.8      |                                           | Tsuzuki-ku                   |
| G08  | Takata                | 高田             | 10.3     |                                           | Kōhoku-ku                    |
| G09  | Hiyoshi-Honchō        | 日吉本町         | 11.6     |                                           | Kōhoku-ku                    |
| G10  | Hiyoshi               | 日吉             | 13.0     | ■ Linea Tōkyū Tōyoko ■ Linea Tōkyū Meguro | Kōhoku-ku                    |